# Venere.com
Pour les articles homonymes, voir Venere.
Venere.com est un site web de réservation d'hôtels en ligne.

## Histoire
1994 : Venere.com a commencé en 1994 en tant que Venere Net Srl à Rome, en Italie
fondation de Venere.com en février 1995.
2000 : le fonds de capital-risque Kiwi II investit dans la société.
2001 : ouverture de bureau à Londres et Paris. En 2001, Venere.com devient un pionnier dans la mise en ligne d'avis sur les hôtels. Les propriétés peuvent être notées selon certains critères par des clients qui ont séjourné dans ces hôtels.
2006 : Advent International achète 60 % des parts de Venere Net.
En 2008, la société est  rachetée par Expedia.
En 2015, le portail de réservation en ligne propose de l'hébergement dans plus de 200 000 propriétés dans le monde : hôtels, auberges, campings et chambres d'hôtes.
Le logo est inspiré de La Naissance de Vénus de Sandro Botticelli[réf. nécessaire].
Le site est fermé et les utilisateurs sont redirigés vers Hotels.com, une autre société du groupe Expedia dont le siège est à Dallas Texas Usa[Quand ?].